# 岩谷直治
岩谷 直治（いわたに なおじ、1903年3月7日 - 2005年7月19日）は、日本の実業家。
LPガスと産業ガスを基幹事業とし、機械、マテリアルなど幅広い分野で事業を展開する商社、岩谷産業株式会社の創業者。家庭用プロパンガス（LPガス）を全国に普及させた功績から「プロパンの父」と慕われた。水素エネルギー社会への先鞭をつけたと評されている。1985年勲二等瑞宝章。2005年従四位叙位。

## 略歴
岩谷直治は、1903年3月7日、島根県安濃郡長久村（現・大田市）に、父 邦吉郎と母 ミサの五男として生まれた。五男五女の男の末っ子だったので可愛がられたが、時には厳しく躾けられた。1907年大田農業学校（現 島根県立大田高等学校）を卒業。15歳から神戸市の海陸運送会社に丁稚奉公に上がり、神戸・熊本・横浜で商いを学んだ。25歳で結婚。
27歳になった1930年、酸素ガスや溶接材料を扱う「岩谷直治商店」を創業。1945年、「岩谷直治商店」を株式会社に改組し、「岩谷産業株式会社」を設立、代表取締役社長に就任。1953年家庭用プロパンガスを日本で初めて全国規模で発売。1969年、ホースの要らない卓上こんろ「カセットフー」を発売。「やがて究極のクリーンエネルギーである水素の時代が来る」と予測し、他社に先駆けて本格的な水素事業に着手した。
ガス事業を通じて環境問題に取り組む中、創業40周年を迎えた1970年、企業スローガン「住みよい地球がイワタニの願いです」を掲げた。イメージソング「住みよい地球はイワタニの願い」の作詞は、遠い縁続きの岩谷時子氏（1916年～2013年年）による。ガス事業を中心に経営に専念する一方、公益財団法人NHK交響楽団への特別支援を中心とする文化活動や公益財団法人岩谷直治記念財団を通じてエネルギー・科学技術に関する研究開発の助成、国際交流推進のための海外留学生支援など、社会貢献にも尽力した。
代表取締役社長を40年間務めた後、代表取締役会長、取締役名誉会長を歴任。100歳まで出社し生涯現役を貫いた。「常に謙虚に人に教えてもらえ」という父の教えに徹した直治を評論家の草柳大蔵氏（1924年～2002年）は、「非凡でも平凡でもない凡の尺度を超えた『否凡の人』である」と評した。

## 親の教え・師の教え
直治の父は、豪農の支配人を務め、田畑の管理を始め生糸の取り引きで信州や横浜へも出かけていた。視野の広い見聞を持つ父から「金は諸刃の剣だ。使い方を間違ったら自分に傷がつく」、「金は安易に儲けてはならない。額に汗して働いて得るのが本当だ」、「謙虚でおれ、謙虚にしていれば人は教えてくれる。どんな人だってお前よりいいものを持っているものだ」と、折に触れ言い聞かされた。また、母からは、直治がいとこから選挙権のない貧乏人と言われ涙ぐんで悔しがっていると、「人を蔑むのは恥ずかしいこと。むしろ相手の立場に立って考えることが正しいことなんだよ」と諭された。 
直治は兄たちが通った県立松江中学への進学を希望したが、父が病に伏せ家計が苦しくなっていたので、徒歩で通学できる大田農学校（現島根県立大田高等学校）へ進学。デンマーク農業を教える新任教師と出会い、ダーウインの進化論を学んだ。　また、「農学校というのは、自然と農業をもって人間を作る学校である。必ずしも農業をやらなければならないものでない。世の中に出て、その人の得意とする方向に向かって努力すれば必ず成功する。胸を張って一生懸命おやりなさい」と励まされた。 
大田農学校を卒業するや、15歳にして神戸の楫野海陸運送店へ丁稚奉公に上がった。その店が酸素ボンベの搬送を請け負っていたので、酸素が造船・鉄鋼などの金属溶接に使われることを知った。「直治のガスの世界は」はここから始まった。後に直治は、農学校時代に感銘した進化論の適者生存の論理を礎にした岩谷産業の経営理念「世の中に必要な人となれ　世の中に必要なものこそ栄える」を編み出した。　 

## 正直商法
12年間勤務した楫野海陸運送店を円満退社した直治は、1930年5月5日、酸素、溶接材料、カーバイド（炭化カルシウム）を扱う「岩谷直治商店」を大阪市港区に妻と二人だけで創業した。酸素やカーバイドを大量に消費する鉄工所、船舶解体業者やメッキ工場から注文を受けては、リヤカー（荷車）に積んで一日に何度も納品した。妻も乳母車にカーバイドと子供を乗せて配達した。
開業当初、「大阪という所は商売の駆け引きが強いからあなたのような正直者には難しい地ですよ。薄利多売が一番大切だ。人と同じようなやり方では上手くいかないよ」と、アドバイスされた直治は、薄利多売と正直商法を貫いた。例えば、カーバイドは、水力発電の余剰電力で製造していたので電力事情で値段が左右される。その年の降雪、降雨量が少ないと電力が低下しカーバイドが品薄になる。それを予測した直治は、売り惜しみをせずに「必ず値上がりしますから今のうちに買えばお得ですよ」と勧めて歩いた。当初は信用されなかったが実際にそうなったからお客さんに喜ばれた。「岩谷の正直商法]と評され、直治のへの信頼が増し商いが広がっていった。

## 会社設立
経済統制によって自由な商いの道が閉ざされたことから1939年「金生海運商会」を設立、中国大陸との海運業を始めた。続いて、1941年、事業の拡大を目指して上海に「金生洋行会社」を設立。海運業がようやく軌道に乗りかけたころ、２隻の所有船が陸軍に徴用されたために余儀なく海運業から撤退。中国での酸素ガス、アセチレン、カーバイド、溶接棒などの溶材料の販売に切り替えた。その後、溶接機、ガス発生器等を製造する合弁会社「興亜酸素工業」を上海に設立。中国主要地域はもとよりインドシナ半島にまで販路を広げた。
国内では、1945年2月2日、資本金19万8,000円をもって「岩谷直治商店」を改組し「岩谷産業株式会社」を設立、代表取締役社長に就任した。同年3月18日の大阪大空襲で本社が焼失したことを出張先の上海で知り、中国から撤退することを決意。中国人から預かっていた保証金全額を返還したところ「約束を守ってくれた」と感謝され、帰国するまでの面倒を最後まで見てくれて大助かりした。大阪の本店は２度も空襲で焼失した。母親から「島根に戻ってこい」と言われたが、直治は戦地から帰ってくる社員のために店をたたむことなく大阪で商いを続けた。

## 主婦をかまどの煤から解放
直治は、1952年、高圧ガス協会の総会の講演で「イタリアではガスを液化してボンベに詰めて売っている」ことを知った。「『ガスの缶詰』は面白い、必ず大衆に密着した商品になる。母親が台所で働く姿を思い出し、主婦をかまどの煤・煙から解放できる。これこそ自分のやるべきものだ」と、ひらめいた。手早く調査と情報収集を指示し事業化を目指した。産業ガス・溶材事業で経営は成り立っており反対意見がでたが、50歳にして不退転の決意でプロパンガス事業に着手。1953年、プロパン販売の許可を取得。マルヰプロパンガスと名付け、わが国で初めて全国規模でのプロパンガスの販売に進出した。基本方針として「ガスを切らさない。安全にお届けする」を掲げ、プロパンガスの貯蔵基地・充てん工場を全国各地に設置、海上輸送はタンカー・陸上輸送はローリー車と専用貨車を導入し、安定供給ができるネットワークを広げた。
創業50周年を迎えた1980年、大阪・堺市に独自のプロパンガス輸入基地「堺LPGターミナル（現 堺LPG輸入ターミナル）」を完成させた。プロパンガスの輸入権を得たことで他社に先駆けて輸入から消費地までの一貫供給体制を構築した。　直治は、プロパンガスの普及に邁進、台所革命を起こした功績から「プロパンの父」と呼ばれ慕われた。
2024年3月末現在、岩谷産業のプロパンガスの卸売りは330万世帯、自社ブランドのMarui Gas（旧マルヰプロパンガス）の直売顧客は111万世帯でNo.１である。

## 便利と安全
直治は、プロパンガス事業を岩谷産業の基幹事業に育てる一方、プロパンガスの便利さと安全性を常に考えていた。1960年代、プロパンガスが普及するに伴って家庭でのガス事故も増加する傾向にあった。何よりも安全の確保が重要であると言い続けていた直治は、1969年、わが国初の半導体式ガスセンサーを使った家庭用ガス警報器を開発した。家庭の安全の見張り番の意味を込め「みはり」と名付けた。発売から20年後には累計販売1000万台を超えた。官民一体となった保安活動の取り組みが実り、プロパンガスの事故発生件数は激減した。
1969年12月、ホースの要らない卓上こんろ「カセットフー」を発売した。直治は、ガスは高圧容器に入れるという固定観念を打ち破り「ガスの電池」という発想のもと、野外でも使える安全性の高いカートリッジ式ガスこんろの商品開発を強く指示した。「カセットボンベ式で持ち運びが便利。点火が簡単で安全。いつでもどこでも使えるガスこんろ」としてユーザーニーズを捉えた商品の誕生である。　以降、毎年のように用途に合わせた商品を開発し続け、発売50年を超えるロングヒット商品に成長した。カセットフーシリーズは、国内はもとより中国・東南アジア・アメリカ等で販路を拡大、いまや家庭の必需品としても災害時の緊急支援物資としても重宝されている。

## 水素が世の中を変える
1941年ころ、水素を使う溶接機が輸入され、市販用の水素需要が生まれた。当時、硬化油脂製造工場などでは自家使用する以外の水素は大気中に捨てられていた。直治は、「もったいない」と着目し、工場で出る余剰水素を引き取り販売を始めた。経済発展により家電製品の製造等々で水素の消費量が急増したのを機に、「今のうちに事業化への道をつけておく。自分がやらなければ誰がやるのだ」と、1958年、大阪水素工業株式会社を設立。
さらに、「究極のクリーンエネルギーは水素である」、「いずれ飛行機も水素で飛ぶようになる」、「やがて液化水素の時代が来る」と語っていた直治は、1978年、わが国初の大型商用液化水素製造プラントを稼働させた。1986年8月13日、イワタニの液化水素（液体水素）を燃料にした宇宙開発事業団（現 JAXA）のH-1ロケットの打ち上げの成功を種子島で見た直治は、「プロパンが世の中を変えたように、21世紀には水素が世の中を変えることを確信した。これは理屈でなく長年ガスと付き合ってきた私の勘である」と語った。
水素エネルギー社会の実現へ向け直治のDNAは引き継がれ、2024年3月現在の岩谷産業の水素ガスのシェアは、液化水素を含む水素全体で70％、液化水素ガスは100％である。

## 岩谷直治記念財団
直治は、1956年から毎年、母校の長久小学校に図書を寄付。1966年、島根県に財団法人岩谷育英会を設立。1973年、母校の島根県立大田高等学校に図書館を寄贈。これらは故郷を強く思う気持ちを次代を担う児童・生徒たちに託したものである。1973年、古希を迎えたのを機に、自己資金約30億円を投じて「公益財団法人岩谷直治記念財団」を設立。
主な活動目的は、エネルギー・科学技術研究助成と国際留学生を対象とした奨学金助成で、人と社会へ寄与し続けている。この精神は、子供のころに父から「金は諸刃の剣だ。使い道を間違うと自分に傷がつく」、「金は社会からの預かりものだから儲けたら必ず返せ」と、教えられたことを忘れていなかった証でもある。この教えは会社を興してからも「儲けすぎてはいけない」、「私財といえども最終的には社会からの預かりもの」と口癖にし、世の中へお返しすると言う気持ちを終生持ち続けた。

## 否凡の人
直治は、父から教えられた「死ぬまで他人に教えを乞え」をひとつの生き方として謙虚に「我以外皆師」を実践した。87歳で受けた「私の履歴書」（日本経済新聞社）の取材時に、「実社会が学校であり、若いころから見てきた産業や企業の盛衰が教科書だった。早く実社会に放り出された分だけ、人より長く学ぶことができたのかもしれない」と振り返っている。
直治の人となりを取材した評論家の草柳大蔵氏が、「岩谷直治さんは、学校歴は浅いが学歴は長い。学歴は学びの歴史であって、『何を学んだか』が重要だ。人間、誰でも親教・師教・世教の三教を受けて育ち、仕事をし、家庭を作っている。この過程で人格的に非凡と平凡に大別されるのだが、岩谷直治さんは、面白いことに非凡でも平凡でもないのである。凡の尺度を超えた、いわゆる『否凡の人』の人である」と評した。

## 公職歴
- 1954年～1958年　通商産業省（現経済産業省）高圧ガス保安審議会専門委員
- 1967年～1971年　通商産業省（現経済産業省）総合エネルギー調査委員
- 1977年～1991年　科学技術庁（現文部科学省）顧問

## 栄誉
- 1961年　通商産業大臣より保安功労賞を受賞
- 1963年　藍綬褒章 受章
- 1965年　紺綬褒章 受章
- 1966年　紺綬褒章飾版 受章
- 1973年　勲三等旭日中綬章 受章
- 1985年　勲二等瑞宝章 受章
- 2005年　従四位叙位

## 著書
- 「岩谷直治あるがまま対談ーご縁ですなァ」（1980年/現代創造社）
- 「私の履歴書」を連載（1989年/日本経済新聞社）
- 「負けずぎらいの人生」ー私の履歴書－」（1990年/日本経済新聞社）
- 「土の思想 火の経営ー岩谷直治の生き方ー」（2000年/硲宗夫/東洋経済新報社）
- 「企業家の人生に学ぶ」岩谷産業株式会社 創業者 岩谷直治(2011年/大阪商工会議所 大阪企業家ミュージアム）